# Haus Circus 9 (Putbus)

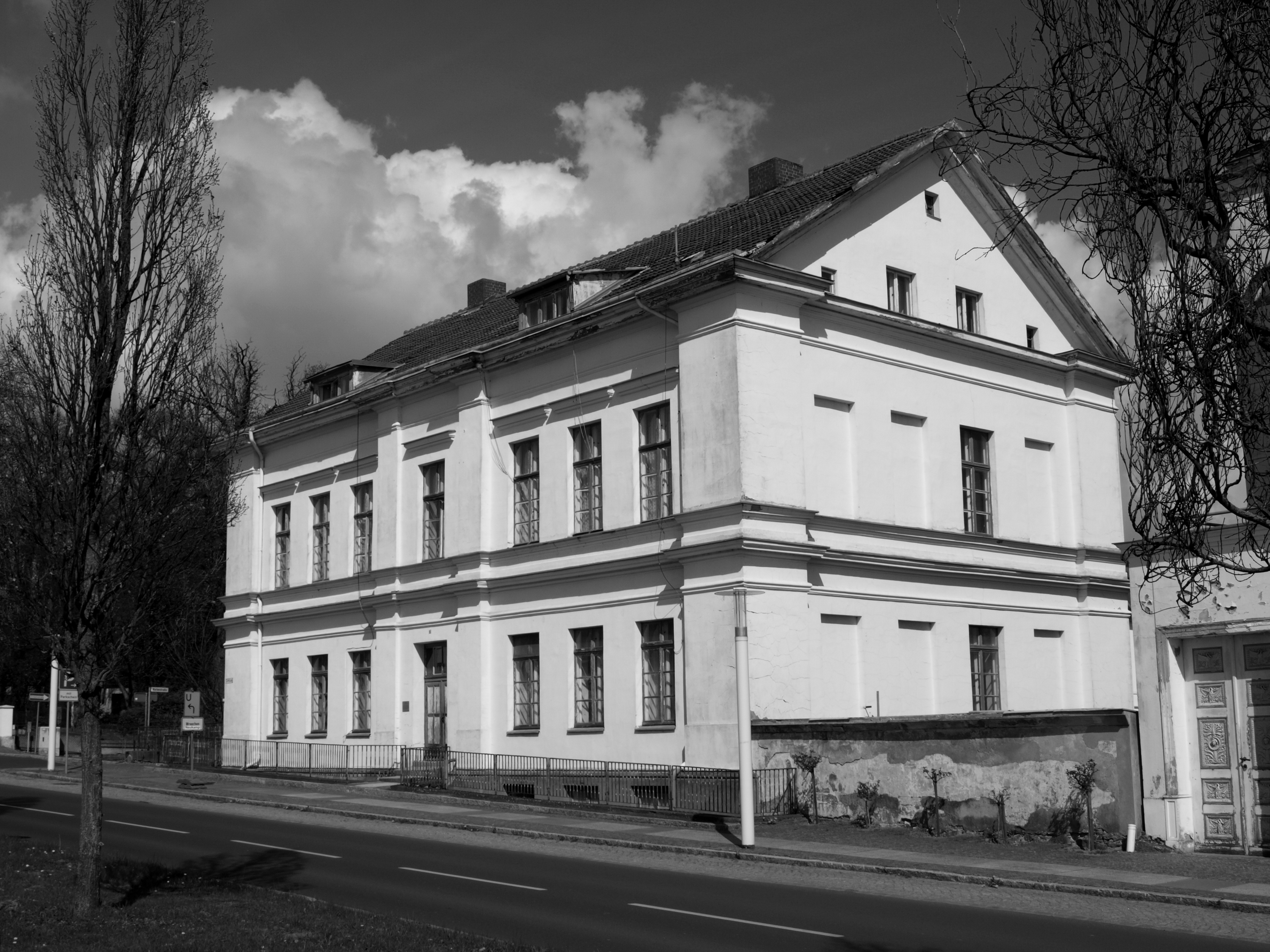

Das Haus Circus 9 in Putbus (Rügen, Mecklenburg-Vorpommern) stammt von etwa 1845. Es ist heute ein Wohnhaus.
Das Gebäude steht unter Denkmalschutz.

## Geschichte

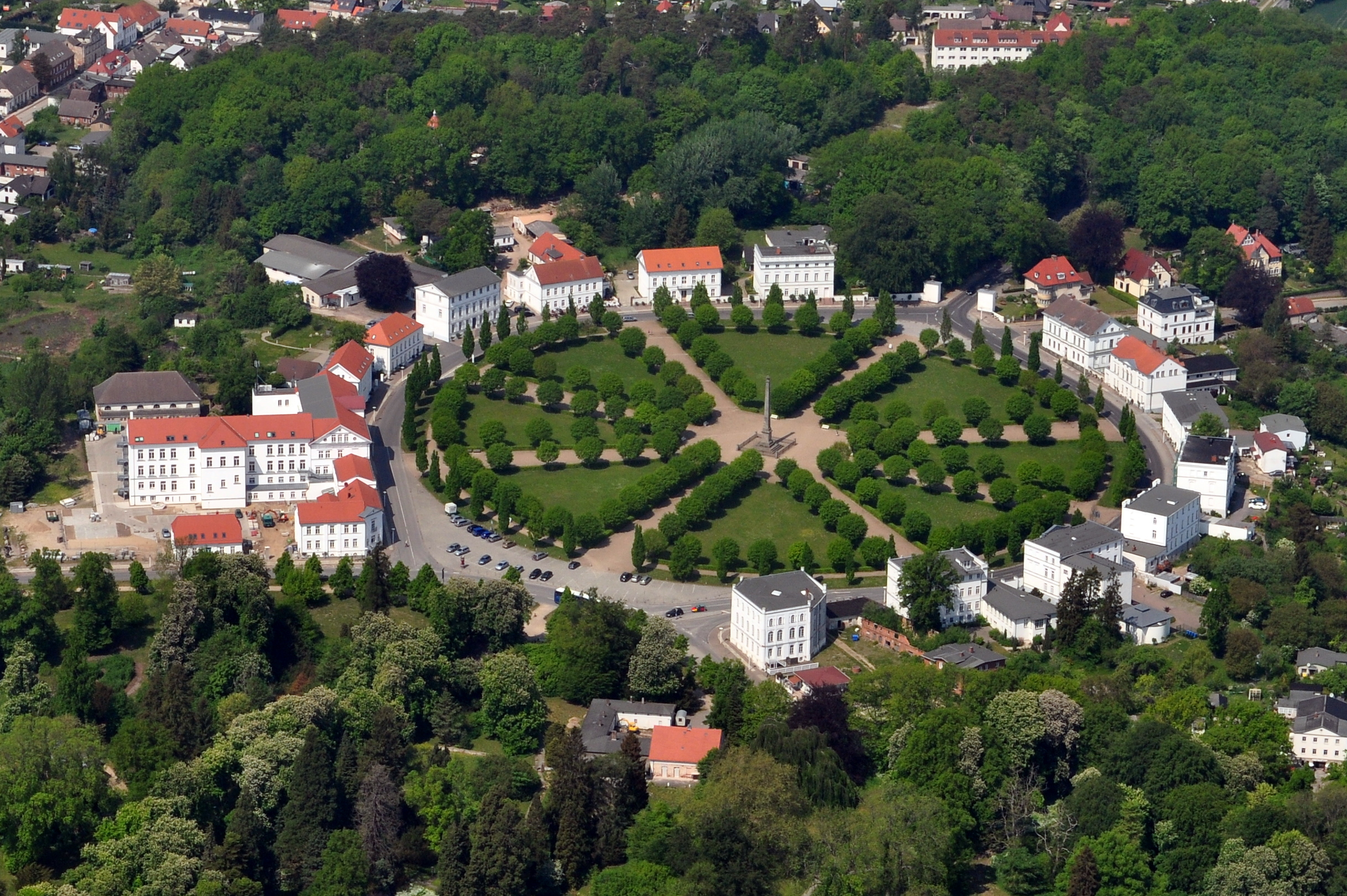
Der Cirkus: Nr. 9: oben

Putbus mit 4435 Einwohnern (2019) wurde 1286 erstmals erwähnt. Als Residenzstadt auf Rügen wurde sie 1810 von Wilhelm Malte I. Fürst zu Putbus gegründet.
Das zweigeschossige siebenachsige verputzte klassizistische Haus mit dem mittigen Portal wurde um 1845 im Stil der Berliner Bauschule um Karl Friedrich Schinkel erstellt.
In den Gebäuden Circus 8 und Circus 9 gab es von 1995 bis 2012 das IT-Science-Center Putbus, ein Zentrum für Software-Entwicklung. Hier sollten einst 50 Arbeitsplätze entstehen. Das Vorhaben musste aus finanziellen Gründen aufgegeben werden und die Häuser wurden verkauft.
Die Putbusser Immobilien- und Verwaltungsgesellschaft übernahm die Liegenschaften. Durch die Sanierung von 2018 wurden in beiden Häusern 18 neue Wohnungen geschaffen.